# Nyamira County
Nyamira County (bis 2010 Nyamira District) ist ein County in Kenia. Die Countyhauptstadt ist Nyamira. 2019 lebten im County 605.576 Menschen auf 912,5 km². 67 % der Menschen im Nyamira County lebten 2005 unterhalb der Armutsgrenze.:S. 15

## Gliederung
Das Nyamira County unterteilt sich in sieben Divisionen: Nyamira, Nyamaiya, Nyamusi, Borabu, Ekerenyo, Rigoma und Manga. Nyamira County ist in drei Wahlbezirke aufgeteilt: Kitutu Masaba, West Mugirango und North Mugirango Borabu. Im Rahmen der Verfassung von 2010 wurden die Distrikte Borabu, Manga und Nyamira unter der neuen Bezeichnung Nyamira County vereinigt.

## Bildung
Das County verfügt über 339 Primary Schools und 58 Secondary Schools. 15 % der Jungen und 20 % der Mädchen beenden die Primary School nicht, in der Secondary School brechen 20 % der Schüler die Schulausbildung vorzeitig ab.:S. 14

## Gesundheitswesen
Der Bevölkerung stehen zwei Krankenhäuser und 21 Gesundheitszentren zur Verfügung. Auf einen Arzt kommen 65.000 Patienten, die Krankenhausbetten sind im Schnitt zu 65 % mit HIV-positiven oder an Aids erkrankten Menschen belegt. Neben der Immunschwächekrankheit werden hauptsächlich Malaria, Atemwegserkrankungen und Pneumonien sowie Hautkrankheiten behandelt. Die Säuglingssterblichkeit lag 2005 bei 8 %, 10,5 % der Kinder starben vor ihrem 5. Geburtstag.

## Persönlichkeiten
- Robert Ouko (1948–2019), kenianischer Leichtathlet, Olympiasieger (München 1972, 4-mal-400-Meter-Staffel)